# Scatella tonnoiri
Scatella tonnoiri är en tvåvingeart som beskrevs av Friedrich Georg Hendel 1931. Scatella tonnoiri ingår i släktet Scatella och familjen vattenflugor. Inga underarter finns listade i Catalogue of Life.